# Óc Eo (thị trấn)
Óc Eo is een thị trấn in het Vietnamese district Thoại Sơn in de provincie An Giang. Óc Eo ligt in de Mekong-delta aan de voet van de Ba Thê, en is vooral bekend door de vondst van de historische stad Óc Eo.
| Aangrenzende xã | Aangrenzende xã | Aangrenzende xã | Aangrenzende xã | Aangrenzende xã |
| --------------- | --------------- | --------------- | --------------- | --------------- |
|                 |                 | Vọng Thê        |                 |                 |
|                 |                 |                 |                 |                 |
| Mỹ Hiệp Sơn)    | Vọng Đông       |                 |                 |                 |
|                 |                 |                 |                 |                 |
|                 |                 | Bình Thành      |                 |                 |